# .рус
.рус — кириллический домен верхнего уровня для русскоязычного интернет-сообщества, делегирован 29 сентября 2014 года. Приоритетная регистрация стартовала 3 сентября 2015 года. Открытая регистрация началась 24 мая 2016 года.

## Общие сведения
Домен .рус предназначен для всех пользователей Интернета, которые являются носителями русского языка и культуры. Не является национальным доменом, не имеет привязки к какому-либо государству или нации, имеет общий статус (generic). В имени домена могут быть использованы только символы русского алфавита, цифры и дефис.

## Первые кириллические домены
- В 2003 году первым кириллическим доменом верхнего уровня стал домен .ру, запущенный на базе системы альтернативных корневых DNS-серверов i-DNS. За время своего существования в домене .ру были зарегистрированы несколько тысяч доменных имён на русском языке.

- В 2008 году в рамках программы IDN Fast Track был поднят вопрос о создании национального кириллического домена Российской Федерации. Домен .ру не получил поддержки из-за визуального сходства с национальным доменом Парагвая .py.

## История домена .рус
- В июне 2011 года в корпорацию ICANN было направлено письмо с предложением о делегировании нового домена, предназначенного для использования мировым русскоязычным сообществом. Инициаторами выступили российский регистратор Webnames.ru и Русскоязычный Центр Интернет совместно с Украинским Сетевым Информационным Центром[2].

- В апреле 2012 года в ICANN подана заявка на домен .рус[3] в рамках программы New gTLD[англ.], которая предусматривает запуск множества новых доменов верхнего уровня.

Идея создания домена .рус получила позитивный резонанс в мировом русскоязычном сообществе. Поддержку выразили Координационный Центр национального домена .RU, Регистратор RU-CENTER, Фонд содействия развитию технологий и инфраструктуры интернета, Украинский Сетевой Информационный центр, Казахская Ассоциация IT компаний, Казахский Центр Сетевой информации, Интернет Общество Армении, Администратор корневого домена Азербайджана, Российско-канадский бизнес-клуб.
Российские ICANN аккредитованные регистраторы RU-CENTER, Центрохост и Регтайм заявили о своей готовности регистрировать доменные имена в зоне .рус.
- 17 декабря 2012 года в Лос-Анджелесе прошла жеребьёвка среди претендентов на новые домены верхнего уровня. Заявка на домен .рус получила порядковый номер рассмотрения 56 из 1917 претендентов[13].

- В конце марта 2013 года заявка на домен .рус прошла предварительную оценку Международной корпорации ICANN и получила одобрение. Тогда же домен .рус был выбран для участия в процедуре предварительного тестирования новых доменов верхнего уровня. ICANN отобрала для участия в предварительном тестировании только 12 из 1912 заявок на домены верхнего уровня. Домен .рус стал единственным кириллическим доменом, который прошёл отбор.

- В июле 2013 года корпорация ICANN выразила готовность[14] подписать соглашение с компанией «Русские имена», которая будет управлять новым доменом верхнего уровня .рус. Договор фиксирует права и обязанности сторон и является следующим шагом в направлении запуска новой доменной зоны. Подписание договора означает отсутствие каких-либо препятствий для запуска домена .рус: официальных возражений, конкурирующих заявок, рекомендаций Правительственного консультативного комитета (GAC).

- В августе 2013 года домен .рус был отнесён ICANN к группе доменов «низкого риска»[15]. ICANN предложила к обсуждению ряд мер по снижению рисков, связанных с возможным конфликтом между доменами локальных сетей и новых доменных зон, которые будут зарегистрированы в рамках программы New gTLD. По мнению исследователей, из-за совпадения некоторых доменных имён возникает угроза утечки информации из локальных сетей в Интернет.

Отнесение к группе низкого риска означает, что запуск домена .рус станет возможным через 120 дней после подписания договора с ICANN.
- 12 сентября 2013 года на Крите прошла международная конференция администраторов и регистраторов национальных доменов стран СНГ, Центральной и Восточной Европы (TLDCON 2013), где была представлена предварительная концепция запуска домена .рус[16].

- В ноябре 2014 года ICANN опубликовала списки заблокированных доменных имён для новых доменов верхнего уровня new gTLD. В блок-лист для доменной зоны .рус попало 152 доменов второго уровня: 6 цифровых доменов, 25 — на латинице и 121 — на кириллице.

- 14 декабря 2013 года ICANN и компания «Русские имена» подписали соглашение об управлении кириллическим доменом верхнего уровня .РУС[17].

- В декабре 2013 года — январе 2014 года все российские регистраторы доменных имён, имеющие аккредитацию ICANN, заявили о своём намерении начать регистрацию доменных имён .рус[18].

- В начале февраля 2014 года ICANN завершила тестирование нового кириллического домена .рус — все технические тесты прошли успешно[19].

- Летом 2014 года свой интерес к проекту выразили Министерство культуры России, фонд «Русский мир», телеканал РЕН ТВ, исполком Союзного Государства[20].

- 29 сентября 2014 года домен .рус был делегирован: администратором домена стала компания «Русские имена»[21][22].

- 2 сентября 2015 года состоялась пресс-конференция, где было объявлено о старте регистраций в зоне .рус и представлена схема запуска домена.

- 3 сентября 2015 года стартовала приоритетная регистрация в домене .рус. Приоритетное право регистрации получили владельцы тех товарных знаков, сведения о которых внесены в международный депозитарий товарных знаков Trademark Clearinghouse[англ.] (TMCH).

## Схема запуска
Регистрация доменных имён в зоне .рус будет происходить в несколько этапов:
- Период приоритетной регистрации (Sunrise). Право приоритетной регистрации предоставляется различным категориям правообладателей.

3 сентября — 6 октября 2015 года. Приоритетная регистрация. Период I. Регистрация открыта для владельцев зарегистрированных товарных знаков, внесённых в международный депозитарий Trademark Clearinghouse (TMCH). Длительность периода — 34 дня.
7 октября — 6 ноября 2015 года. Приоритетная регистрация. Период II. Регистрация открыта для владельцев товарных знаков, охраняемых на территории Российской Федерации. Длительность периода — 31 день.
11 ноября — 11 декабря 2015 года. Приоритетная регистрация. Период III. В приоритете окажутся: фирменные наименования юридических лиц, средства массовой информации, некоммерческие организации, наименования мест происхождения товаров. Длительность периода — 31 день.
14 декабря 2015 года — 15 января 2016 года. Приоритетная регистрация для отдельных организация (Public Authorities). Международные, государственные и общественные организации, чья деятельность соответствует миссии и ценностям домена, смогут получить доменное имя в зоне .рус бесплатно. Длительность периода — 34 дня.
- Премиальная регистрация (Landrush).

18 января — 11 марта 2016 года. Любой желающий сможет зарегистрировать доменное имя .рус по более высокой цене, чем во время открытой регистрации. Продажа в период премиальной регистрации будет осуществляться по принципу голландского аукциона: стоимость доменных имён будет снижаться. Длительность периода — 54 дня.
15 марта — 20 мая 2016 года. Ограниченная премиальная регистрация для владельцев доменов .RU. Администратор доменного имени .RU должен будет подтвердить право владения доменом, а также наличие на домене работающего сайта. При транслитерации необходимо руководствоваться ГОСТ 7.79—2000 (таблица Б) и ISO 9:1995. Длительность периода — 67 дней.
- Открытая регистрация.

24 мая 2016 года домен стал доступен для всех желающих по принципу «первому обратившемуся». За первый месяц в зоне .рус было зарегистрировано более 11 тысяч доменов. Предусмотрен список премиум-доменов, которые можно приобрести по более высокой цене. Зарегистрировать доменное имя .рус можно с помощью крупнейших российских и зарубежных регистраторов, прошедших аккредитацию ICANN. Домены в зоне .РУС приобретают пользователи из России, Белоруссии, Дании, США, Швейцарии, Израиля, Люксембурга и других стран.